# 明日への道〜Going my way!!〜
「明日への道〜Going my way!!〜」（あすへのみち ゴーイング・マイ・ウェイ!!）は、遠藤正明の8枚目のシングル。2010年12月22日にマーベラスエンターテイメントから発売された。

## 解説
- 前作「BELIEVE IN NEXUS」から7か月半ぶりのリリース[1]。
- 前シングルに続きテレビ東京系アニメ『遊☆戯☆王5D's』とタイアップとなっている。
- 表題曲「明日への道〜Going my way!!〜」は、テレビ東京系アニメ『遊☆戯☆王5D's』のオープニングテーマ、カップリングの「YAKUSOKU NO MELODY」は同アニメ挿入歌として使用された。
- ジャケットでは、遠藤の背後に不動遊星が描かれている。

## 収録曲
全作詞：遠藤正明
1. 明日への道〜Going my way!!〜 [3:48]
作曲：俊龍、編曲：鈴木マサキ
2. YAKUSOKU NO MELODY [6:42]
作曲：遠藤正明、編曲：三宅博文
3. 明日への道〜Going my way!!〜 （オリジナル・カラオケ）
4. YAKUSOKU NO MELODY （オリジナル・カラオケ）

## タイアップ
| 曲名                         | タイアップ                                           |
| ---------------------------- | ---------------------------------------------------- |
| 明日への道〜Going my way!!〜 | テレビ東京系アニメ『遊☆戯☆王5D's』オープニングテーマ |
| YAKUSOKU NO MELODY           | テレビ東京系アニメ『遊☆戯☆王5D's』挿入歌             |